# Prachtelfe
Die Prachtelfe (Lophornis magnificus) ist eine Vogelart aus der Familie der Kolibris (Trochilidae). Die Art hat ein großes Verbreitungsgebiet, das den Osten, Südosten und Mittel-Brasilien umfasst. Die IUCN stuft die Prachtelfe als „nicht gefährdet“ (least concern) ein.

## Merkmale
Die Prachtelfe erreicht eine Körperlänge von etwa 7 Zentimeter bei einem Gewicht von nur 3 Gramm. Die Stirn und die Kehle des Männchens glitzern grün, die Haube ist rotbraun gefärbt. Der Rücken, die Flügeldecken, die Flanken und die mittleren Steuerfedern sind bronzegrün. Dabei weisen sie eine weiße Hinterrückenbinde auf. Die seitlichen verlängerten Halsfedern sind weiß mit einer schwarzgrünen Endbinde und rotbrauner Wurzel. Der Bürzel ist kupferrot gefärbt. Das verwaschene Brustquerband ist bräunlichweiß. Die rotbraunen Unterschwanzdecken haben einen braunen glänzenden Stich. Die Flügel sind schwärzlichpurpurn, die Bauchmitte graubraun. Die seitlichen Schwanzfedern sind rotbraun mit goldbronzefarbenem Saum. Der rote Schnabel ist an der Spitze schwarz, die Füße braun. Bei den Weibchen sind der Hinterkopf, Rücken und die Flügeldecken bronzegrün gefärbt. Der Hinterrücken wird von einer weißlichockerfarbenen Querbinde durchzogen. Der Bürzel ist rötlichbronzegrün, die Stirn und Kehle rostfarben. Die Unterseite wirkt schmutzig graubraun. Die Kehle, die Brust und die Flanken werden von bronzegrünen Flecken durchzogen. Die Unterschwanzdecken sind rotbraun. Die Flügel sind wie beim Männchen schwärzlichpurpurn. Die rotbraunen Schwanzfedern werden nahe dem Ende von einer breiten schwärzlichen Binde durchzogen. Der Oberschnabel ist schwärzlichrot, der Unterschnabel rot mit schwarzer Spitze. Die Beine sind dunkelbraun.

## Verbreitung und Lebensweise
Die Prachtelfe kommt in Ost- und Zentralbrasilien vor, wo sie in Wäldern und niedriger Vegetation vorkommt. Zu ihrer Nahrung zählen Pflanzennektare und Insekten.

Verbreitungskarte der Prachtelfe

## Fortpflanzung
In der Balzzeit verfolgen die Männchen die Weibchen so lange, bis diese ihren Flug verlangsamen. Danach stehen sich beide Vögel gegenüber und schlagen mit den Flügeln auf und ab. Das napfförmige Nest, welches sich nahe dem Erdboden befindet, wird aus Pflanzenteilen errichtet und mit Rinde, Spinnfäden u. ä. getarnt.
Weitere Angaben zur Brut sind bisher nicht bekannt.

## Gefährdung
Obwohl keine Bestandsangaben zur Art vorliegen listet die IUCN diese Art aufgrund des sehr großen Verbreitungsgebietes von 3.080.000 km2 als „nicht gefährdet“ (least concern) ein.

## Etymologie und Forschungsgeschichte
Louis Pierre Vieillot beschrieb die Prachtelfe unter dem Namen Trochilus magnificus. Das Typusexemplar stammte aus Brasilien. Erst später wurde sie der Gattung Lophornis zugeschlagen. Dieser Begriff setzt sich aus den griechischen Wörtern λόφος lóphos für „Helmbusch, (Hahnen-)Kamm“ und όρνις órnis für „Vogel“ zusammen. Magnificus ist das lateinische Wort für „prächtig, prunkvoll“.